# پروسی‌های باستان

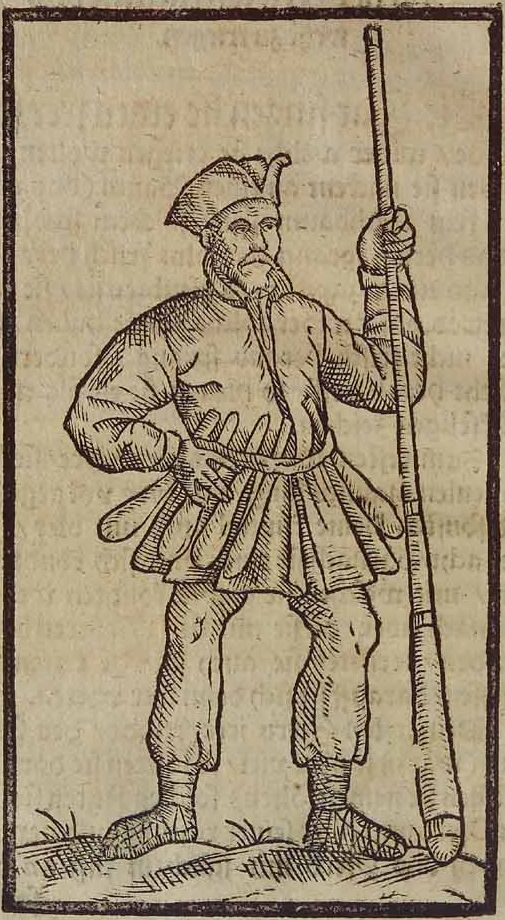
تصویر یک جنگجوی پروسی از سدهٔ شانزدهم میلادی

پروسی‌های باستان (به زبان پروسی باستان: Prūsai؛ آلمانی: Pruzzen یا Prußen؛ لاتین: Pruteni؛ لیتوانیایی: Prūsai؛ لتونیایی: Prūši؛ لهستانی: Prusowie) دسته‌ای از قبایل بالتیک بودند که در پروس در جنوب خاوری دریای بالتیک می‌زیستند. این مردمان به زبان پروسی باستان سخن می‌گفتند و باورمند به اعتقادات کهن حول اساطیر پروسی بودند. در سدهٔ سیزدهم میلادی شوالیه‌های تتنی بر پروسیان مسلط شدند. ایشان قبایل پروسی را به قسمت‌های شمالی پروس کوچاندند. بسیاری از پروسیان در جنگ‌هایی صلیبی‌ای که به تشویق پاپ‌ها به راه افتاده بود به دست لهستانی‌ها از میان رفتند. بازماندهٔ آنان در ملت‌های دیگر مستحیل شده و مسیحیت را پذیرا شدند؛ ولی زبان پروسی تا سدهٔ هفده یا هیجده میلادی دوام آورد.